# Itapagipe
Itapagipe är en kommun i Brasilien.   Den ligger i delstaten Minas Gerais, i den sydöstra delen av landet, 500 km söder om huvudstaden Brasília. Antalet invånare är 13 669.
Omgivningarna runt Itapagipe är en mosaik av jordbruksmark och naturlig växtlighet. Runt Itapagipe är det mycket glesbefolkat, med 6 invånare per kvadratkilometer.